# Simultanee di Aleksandr Alechin

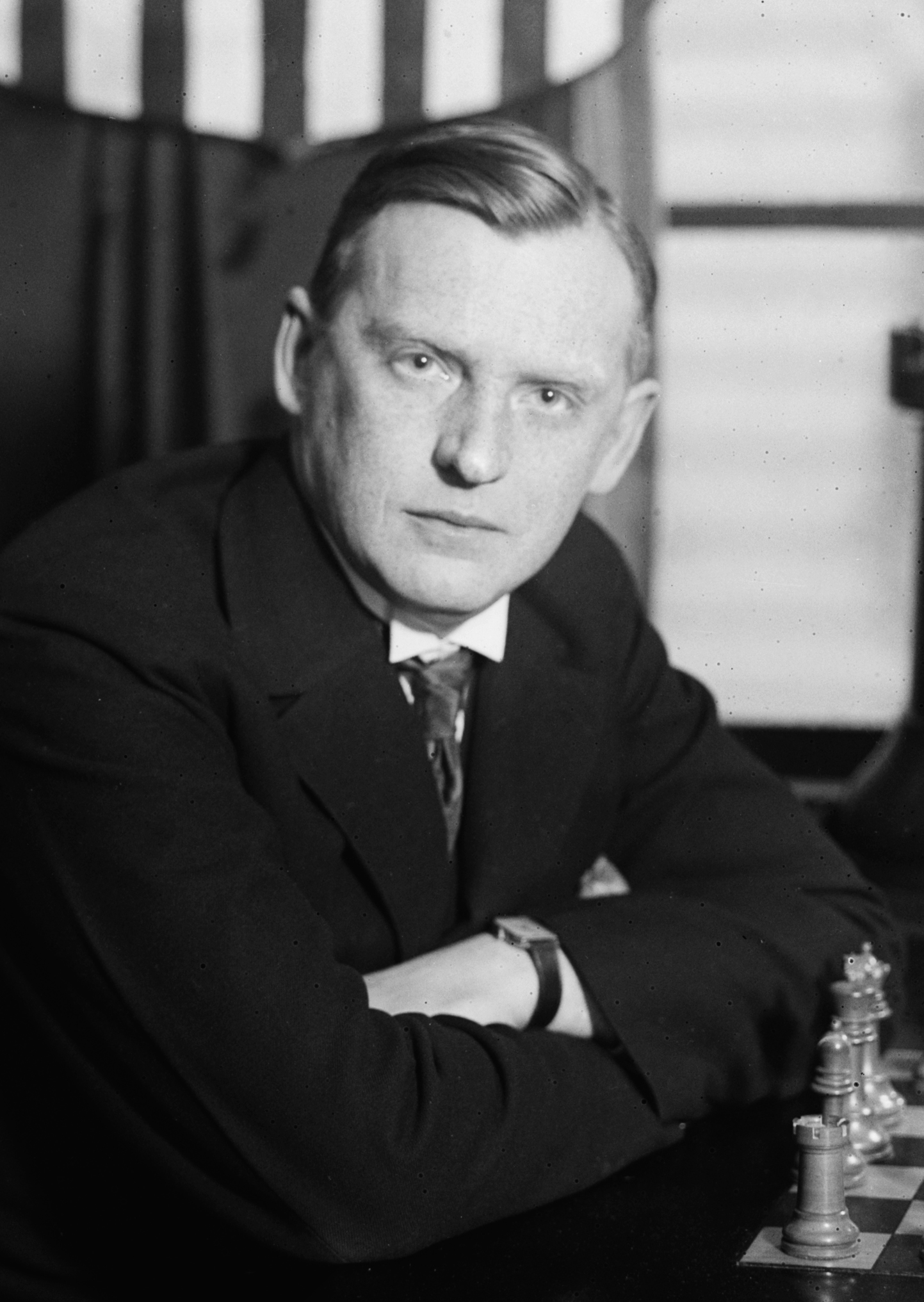
Aleksandr Aleksandrovič Alechin, ca. 1924

Questo è un elenco di simultanee tenute da Aleksandr Aleksandrovič Alechin, 4º Campione del mondo di scacchi.
Oltre alle competizioni di torneo e match, Alechin svolse un'intensa attività di esibizioni in simultanea in molte città d'Europa, Nordamerica, America Centrale, Sudamerica, Africa e Asia. Sono note oltre 400 sue simultanee, alcune alla cieca, con l'orologio o in consultazione. Alechin è stato uno dei maggiori esperti del gioco alla cieca e in questo campo stabilì diversi record per il maggior numero di partite in simultanea.
Note:
- Sono riportate solo le simultanee di cui si conosce luogo, data e risultato.[2]
- La bandiera è quella dello stato a cui appartiene attualmente la città.
- La terza colonna indica il numero di scacchiere.

## 1910–1920
| Città           | Data              | Nr. | Risultato  | Note              |
| --------------- | ----------------- | --- | ---------- | ----------------- |
| Mosca           | 19 febbraio 1910  | 22  | +15 –1 =9  | [3]               |
| Tula            | 7 marzo 1910      | 23  | +18–1 =14  |                   |
| Tula            | 9 marzo 1910      | 24  | +22 –1 =1  |                   |
| Mosca           | 30 marzo 1910     | 51  | +34 –9 =8  |                   |
| Mosca           | 15 settembre 1910 | 33  | +23 –4 =6  |                   |
| Mosca           | 24 febbraio 1911  | 24  | +17 –4 =3  |                   |
| Mosca           | 9 marzo 1911      | 45  | +20 –18 =7 | Tandem[4]         |
| Mosca           | 30 marzo 1911     | 51  | +34 –9 =8  |                   |
| San Pietroburgo | 16 maggio 1911    | 18  | +14 –2 =2  |                   |
| Mosca           | novembre 1911     | 31  | +18 –5 =8  |                   |
| Mosca           | 2 dicembre 1911   | 20  | +17 –2 =1  |                   |
| San Pietroburgo | marzo 1912        | 15  | +12 –2 =1  |                   |
| Mosca           | novembre 1912     | 17  | +11 –1 =5  |                   |
| San Pietroburgo | 17 novembre 1912  | 38  | +23 –10 =5 | Tandem[5]         |
| Kazan'          | 3 gennaio 1913    | 20  | +15 –2 =3  |                   |
| Kazan'          | 4 gennaio 1913    | 30  | +20 –3 =7  |                   |
| L'Aia           | 8 agosto 1913     | 29  | +19 –9 =1  | Tandem[6]         |
| Parigi          | 10 settembre 1913 | 16  | +15 –1 =0  | [7]               |
| Londra          | 13 settembre 1913 | 14  | +10 –0 =4  | [8]               |
| San Pietroburgo | 20 novembre 1913  | 16  | +11 –1 =4  |                   |
| Mosca           | 5 aprile 1914     | 22  | +21 –0 =1  |                   |
| Stoccolma       | 21 ottobre 1914   | 24  | +18 –2 =4  | [9]               |
| Mosca           | 18 novembre 1914  | 33  | +19 –9 =5  |                   |
| Serpuchov       | 28 novembre 1914  | 38  | +32 –4 =2  |                   |
| San Pietroburgo | 20 dicembre 1914  | 21  | +20 –1 =0  |                   |
| San Pietroburgo | 21 dicembre 1914  | 34  | +22 –6 =6  |                   |
| Mosca           | 18 agosto 1915    | 4   | +2 –0 =2   | Consultazione[10] |
| Mosca           | 15 ottobre 1915   | 32  | +23 –5 =4  |                   |
| Serpuchov       | 7 novembre 1915   | 18  | +16 –0 =2  |                   |
| Mosca           | 18 novembre 1915  | 33  | +19 –9 =5  | [11]              |
| Odessa          | 26 aprile 1916    | 20  | +17 –1 =2  |                   |
| Odessa          | 28 aprile 1916    | 8   | +7 –1 =0   | Alla cieca        |
| Odessa          | 5 maggio 1916     | 16  | +12 –1 =3  | Tandem[12]        |
| Kiev            | maggio 1916       | 20  | +17 –3 =0  |                   |
| Kiev            | 17 maggio 1916    | 8   | +8 –0 =0   | Alla cieca        |
| Ternopil'       | settembre 1916    | 5   | +5 –0 =0   | Alla cieca[13]    |
| Mosca           | 26 settembre 1916 | 37  | +28 –3 =6  |                   |
| Kiev            | 17 maggio 1916    | 8   | +8 –0 =0   | Alla cieca        |
| Odessa          | 3 ottobre 1916    | 9   | +9 –0 =0   | Alla cieca[14]    |
| Mosca           | 9 agosto 1918     | 5   | +3 –1 =1   | Alla cieca[15]    |
| Odessa          | 3 dicembre 1918   | 6   | +6 –0 =0   | Alla cieca[16]    |
| Parigi          | 22 febbraio 1920  | 10  | +8 –0 =2   | Alla cieca        |
| Mosca           | 23 maggio 1920    | 38  | +33 –0 =5  |                   |

## 1921–1925
| Città          | Data              | Nr. | Risultato  | Note              |
| -------------- | ----------------- | --- | ---------- | ----------------- |
| Madrid         | 25 maggio 1922    | 12  | +8 –1 =3   | Alla cieca        |
| Barcellona     | 30 maggio 1922    | 12  | +11 –0 =1  | Alla cieca        |
| Siviglia       | 5 giugno 1922     | 10  | +10 –0 =2  | Alla cieca        |
| Murcia         | 21 giugno 1922    | 12  | +8 –1 =3   | Alla cieca        |
| Gijón          | 24 giugno 1922    | 12  | +8 –0 =4   | Alla cieca        |
| Anversa        | 10 febbraio 1923  | 8   | +7 –1 =0   | Consultazione[17] |
| Bruxelles      | 11 febbraio 1923  | 37  | +29 –4 =4  | [18]              |
| Parigi         | 25 febbraio 1923  | 12  | +11 –0 =1  | Alla cieca[19]    |
| Marsiglia      | 14 marzo 1923     | 25  | +24 –1 =0  |                   |
| Milano         | 23 marzo 1923     | 4   | +2 –1 =1   | Alla cieca[20]    |
| Torino         | 24 marzo 1923     | 4   | +4 –0 =0   | Alla cieca[21]    |
| Milano         | 25 marzo 1923     | 10  | +6 –2 =2   | Alla cieca[22]    |
| Nizza          | 27 marzo 1923     | 12  | +11 –1 =0  |                   |
| Praga          | 22 maggio 1923    | 31  | +20 –3 =8  |                   |
| Košice         | 23 maggio 1923    | 38  | +33 –1 =4  |                   |
| Bratislava     | 27 maggio 1923    | 25  | +18 –3 =4  |                   |
| Praga          | 29 maggio 1923    | 8   | +8 –0 =0   | Alla cieca[23]    |
| Portsmouth     | 18 agosto 1923    | 37  | +26 –0 =11 | [24]              |
| Liverpool      | 29 settembre 1923 | 31  | +24 –1 =6  |                   |
| Glasgow        | 2 ottobre 1923    | 35  | +31 –2 =2  | [25]              |
| Glasgow        | 3 ottobre 1923    | 20  | +18 –0 =2  |                   |
| Dundee         | 4 ottobre 1923    | 17  | +17 –0 =0  |                   |
| Edimburgo      | 5 ottobre 1923    | 24  | +20 –1 =3  | [26]              |
| Greenock       | 6 ottobre 1923    | 24  | +21 –1 =2  |                   |
| Birmingham     | 8 ottobre 1923    | 10  | +9 –0 =1   | Alla cieca        |
| Cheltenham     | 12 ottobre 1923   | 11  | +10 –0 =1  | Alla cieca        |
| Wolverhampton  | 16 ottobre 1923   | 24  | +24 –0 =0  |                   |
| Birmingham     | 17 ottobre 1923   | 33  | +30 –0 =3  |                   |
| Leeds          | 18 ottobre 1923   | 32  | +28 –1 =3  |                   |
| Hull           | 19 ottobre 1923   | 33  | +30 –0 =3  |                   |
| Londra         | 25 ottobre 1923   | 12  | +10 –1 =1  | Alla cieca        |
| Hampstead      | 27 ottobre 1923   | 40  | +30 –4 =8  | [27]              |
| Rotterdam      | 29 ottobre 1923   | 6   | +3 –2 =1   |                   |
| Parigi         | 4 novembre 1923   | 54  | +44 –3 =7  |                   |
| Montréal       | 22 novembre 1923  | 37  | +27 –5 =5  | [28]              |
| Québec         | 24 novembre 1923  | 26  | +26 –0 =0  |                   |
| Trois-Rivières | 25 novembre 1923  | 24  | +24 –0 =0  |                   |
| Montréal       | 26 novembre 1923  | 27  | +25 –0 =2  | [29]              |
| Montréal       | 29 novembre 1923  | 20  | +19 –0 =1  | [30]              |
| Montréal       | 1 dicembre 1923   | 21  | +12 –4 =5  | Alla cieca[31]    |
| New York       | 12 dicembre 1923  | 33  | +22 –2 =9  | [32]              |
| New York       | 13 dicembre 1923  | 33  | +26 –4 =3  | [33]              |
| Providence     | 15 dicembre 1923  | 28  | +25 –0 =3  |                   |
| Boston         | 17 dicembre 1923  | 40  | +35 –2 =3  | [34]              |
| New York       | 27 dicembre 1923  | 35  | +28 –1 =4  | [35]              |
| Filadelfia     | 5 gennaio 1924    | 34  | +23 –3 =8  | [36]              |
| New York       | 13 gennaio 1924   | 18  | +17 –1 =0  | [37]              |
| New York       | 19 gennaio 1924   | 10  | +8 –0 =2   | Alla cieca[38]    |
| Baltimora      | 21 gennaio 1924   | 10  | +7 –0 =3   | Alla cieca        |
| Toronto        | 23 gennaio 1924   | 36  | +31 –1 =4  |                   |
| Cleveland      | 25 gennaio 1924   | 40  | +36 –2 =2  |                   |
| Detroit        | 28 gennaio 1924   | 19  | +18 –0 =1  |                   |
| South Bend     | 1 febbraio 1924   | 19  | +19 –0 =0  |                   |
| Chicago        | 5 febbraio 1924   | 40  | +30 –5 =5  | [39]              |
| Chicago        | 9 febbraio 1924   | 40  | +36 –2 =2  | [40]              |
| Milwaukee      | 11 febbraio 1924  | 32  | +31 –0 =1  |                   |
| Davenport      | 13 febbraio 1924  | 28  | +27 –1 =1  |                   |
| Louisville     | 16 febbraio 1924  | 10  | +8 –2 =0   |                   |
| Saint Louis    | 18 febbraio 1924  | 37  | +36 –0 =1  |                   |
| Denver         | 20 febbraio 1924  | 40  | +36 –3 =1  |                   |
| Los Angeles    | 24 febbraio 1924  | 44  | +33 –4 =7  |                   |
| San Francisco  | 27 febbraio 1924  | 32  | +23 –4 =5  | [41]              |
| Portland       | 1 marzo 1924      | 34  | +31 –1 =2  |                   |
| Omaha          | 5 marzo 1924      | 38  | +32 –1 =5  |                   |
| Pittsburgh     | 7 marzo 1924      | 42  | +38 –2 =2  |                   |
| New York       | 27 aprile 1924    | 26  | +16 –5 =5  | Alla cieca[42]    |
| Yonkers        | 29 aprile 1924    | 40  | +39 –0 =1  |                   |
| Parigi         | 25 febbraio 1925  | 28  | +22 –3 =3  | Alla cieca[43]    |
| Plzeň          | 10 marzo 1925     | 12  | +6 –3 =3   | Alla cieca[44]    |
| Most           | 11 marzo 1925     | 32  | +26 –2 =4  |                   |
| Olomouc        | 14 marzo 1925     | 43  | +32 –4 =7  |                   |
| Pardubice      | 15 marzo 1925     | 40  | +32 –1 =7  |                   |
| Ostrava        | 17 marzo 1925     | 45  | +33 –4 =8  |                   |
| Košice         | 18 marzo 1925     | 43  | +36 –1 =6  |                   |
| Ružomberok     | 19 marzo 1925     | 48  | +45 –0 =3  |                   |
| Vrútky         | 20 marzo 1925     | 30  | +25 –1 =4  |                   |
| Trenčín        | 21 marzo 1925     | 42  | +37 –2 =3  |                   |
| Trnava         | 22 marzo 1925     | 40  | +33 –2 =5  |                   |
| Prostějov      | 23 marzo 1925     | 30  | +23 –3 =4  |                   |
| Kroměříž       | 24 marzo 1925     | 28  | +25 –0 =3  |                   |
| Šumperk        | 25 marzo 1925     | 22  | +19 –0 =3  |                   |
| Brno           | 26 marzo 1925     | 45  | +29 –4 =12 |                   |
| Jihlava        | 27 marzo 1925     | 30  | +29 –0 =1  |                   |
| Praga          | 29 marzo 1925     | 42  | +33 –3 =6  |                   |
| Basilea        | 26 settembre 1925 | 10  | +6 –3 =1   | Con l'orologio    |
| Zurigo         | 28 settembre 1925 | 31  | +25 –2 =4  |                   |
| Ginevra        | 1 ottobre 1925    | 10  | +5 –1 =4   | Alla cieca        |
| Berna          | 3 ottobre 1925    | 10  | +8 –1 =1   | Alla cieca        |
| Vevey          | 6 ottobre 1925    | 4   | +4 –0 =0   | Consultazione     |
| Losanna        | 7 ottobre 1925    | 25  | +25 –0 =0  |                   |
| Amsterdam      | 12 dicembre 1925  | 31  | +25 –2 =4  |                   |
| Rotterdam      | 14 dicembre 1925  | 31  | +26 –1 =4  |                   |
| L'Aia          | 18 dicembre 1925  | 37  | +29 –1 =1  |                   |
| Nimega         | 22 dicembre 1925  | 38  | +36 –1 =1  |                   |

## 1926–1930
| Città             | Data              | Nr. | Risultato  | Note           |
| ----------------- | ----------------- | --- | ---------- | -------------- |
| Hastings          | 2 gennaio 1926    | 30  | +28 –0 =2  | [45]           |
| Luton             | 12 gennaio 1926   | 30  | +28 –0 =2  | [46]           |
| Londra            | 15 gennaio 1926   | 28  | +22 –2 =4  | [47]           |
| Birmingham        | 21 gennaio 1926   | 12  | +10 –0 =2  | Consultazione  |
| Londra            | 23 gennaio 1926   | 28  | +22 –2 =4  | [48]           |
| Londra            | 26 gennaio 1926   | 8   | +8 –0 =0   | Alla cieca     |
| Worcester         | 27 gennaio 1926   | 40  | +39 –0 =1  | [49]           |
| Vienna            | 4 marzo 1926      | 33  | +22 –3 =8  |                |
| Lipsia            | 18 aprile 1926    | 30  | +26 –1 =3  |                |
| Berlino           | 23 aprile 1926    | 25  | +17 –4 =4  |                |
| Scarborough       | 26 maggio 1926    | 29  | +23 –2 =4  | [50]           |
| Newcastle         | 31 maggio 1926    | 19  | +18 –1 =0  |                |
| Newcastle         | 2 giugno 1926     | 22  | +20 –1 =1  |                |
| Durham            | 3 giugno 1926     | 24  | +22 –0 =2  |                |
| Buenos Aires      | 19 agosto 1926    | 29  | +26 –2 =1  | [51]           |
| Buenos Aires      | 22 agosto 1926    | 18  | +14 –3 =1  |                |
| Buenos Aires      | 30 agosto 1926    | 30  | +26 –2 =2  |                |
| Buenos Aires      | 11 settembre 1926 | 8   | +8 –0 =0   | Con l'orologio |
| Buenos Aires      | 26 settembre 1926 | 17  | +17 –0 =0  |                |
| Buenos Aires      | 1 ottobre 1926    | 31  | +28 –2 =1  |                |
| Buenos Aires      | 3 ottobre 1926    | 34  | +32 –2 =0  |                |
| Buenos Aires      | 7 ottobre 1926    | 32  | +31 –0 =1  |                |
| Buenos Aires      | 10 ottobre 1926   | 25  | +22 –1 =2  |                |
| Buenos Aires      | 13 ottobre 1926   | 9   | +4 –2 =2   |                |
| Rosario           | 16 ottobre 1926   | 34  | +31 –2 =1  |                |
| Montevideo        | 3 novembre 1926   | 24  | +19 –1 =4  |                |
| San Paolo         | 16 novembre 1926  | 18  | +18 –0 =0  |                |
| San Paolo         | 17 novembre 1926  | 30  | +26 –1 =3  |                |
| Enschede          | 10 gennaio 1927   | 31  | +28 –2 =1  | [52]           |
| Budapest          | 22 giugno 1927    | 32  | +22 –3 =7  | [53]           |
| Szenta            | 20 luglio 1927    | 41  | +36 –0 =5  |                |
| Santiago del Cile | 29 dicembre 1927  | 30  | +25 –3 =2  |                |
| Santiago del Cile | 30 dicembre 1927  | 30  | +25 –3 =2  |                |
| Santiago del Cile | 31 dicembre 1927  | 6   | +3 –3 =0   | Con l'orologio |
| Barcellona        | 24 gennaio 1928   | 30  | +21 –7 =2  |                |
| Londra            | 8 giugno 1928     | 6   | +4 –1 =1   | [54]           |
| Parigi            | 25 giugno 1928    | 8   | +8 –0 =0   | Alla cieca     |
| Berna             | 13 settembre 1928 | 3   | +2 –1 =0   | [55]           |
| Berna             | 15 settembre 1928 | 30  | +25 –2 =3  |                |
| Varsavia          | 2 dicembre 1928   | 29  | +19 –4 =6  | [56]           |
| Leopoli           | 8 dicembre 1928   | 32  | +20 –5 =7  | [46]           |
| Varsavia          | 11 dicembre 1928  | 8   | +4 –2 =2   | Con l'orologio |
| Łódź              | 15 dicembre 1928  | 27  | +10 –8 =9  |                |
| Poznań            | 16 dicembre 1928  | 32  | +20 –6 =6  |                |
| New York          | 21 marzo 1929     | 28  | +19 –3 =6  | [57]           |
| New York          | 23 marzo 1929     | 9   | +6 –1 =2   |                |
| New York          | 28 marzo 1929     | 52  | +42 –4 =6  | [58]           |
| Boston            | 9 aprile 1929     | 40  | +36 –4 =6  | [34]           |
| Saint Louis       | 20 aprile 1929    | 38  | +35 –1 =2  | [59]           |
| Milwaukee         | 22 aprile 1929    | 40  | +36 –3 =1  |                |
| Chicago           | 25 aprile 1929    | 29  | +26 –1 =2  | [40]           |
| Chicago           | 27 aprile 1929    | 16  | +15 –0 =1  |                |
| Cincinnati        | 29 aprile 1929    | 47  | +37–5 =5   |                |
| Denver            | 2 maggio 1929     | 40  | +40 –0 =0  |                |
| Los Angeles       | 7 maggio 1929     | 50  | +39 –5 =6  |                |
| San Francisco     | 11 maggio 1929    | 43  | + 27 –8 =8 | [60]           |
| Zacatecas         | 23 maggio 1929    | 30  | +30 –0 =0  |                |
| Guadalajara       | 24 maggio 1929    | 35  | +34 –0 =1  |                |
| Città del Messico | 25 maggio 1929    | 50  | +38 –5 =7  |                |
| Città del Messico | 27 maggio 1929    | 40  | +29 –6 =5  |                |
| Berlino           | 23 ottobre 1929   | 41  | +36 –3 =1  | Tandem[61]     |
| Wiesbaden         | 17 novembre 1929  | 31  | +29 –1 =1  |                |
| Wiesbaden         | 18 novembre 1929  | 8   | +8 –2 =0   | Alla cieca     |
| Copenaghen        | 25 aprile 1930    | 10  | +8 –1 =1   | Con l'orologio |
| Stoccolma         | 27 aprile 1930    | 40  | +29 –7 =4  | [62]           |
| Stoccolma         | 28 aprile 1930    | 10  | +5 –3 =2   | [63]           |
| Örebro            | 29 aprile 1930    | 35  | +22 –9 =4  |                |
| Eskilstuna        | 2 maggio 1930     | 35  | +26 –4 =5  |                |
| Göteborg          | 4 maggio 1930     | 35  | +19 –9 =7  |                |
| Oslo              | 5 maggio 1930     | 35  | +24 –4 =7  |                |
| Vienna            | 4 ottobre 1930    | 40  | +30 –4 =6  |                |
| Berlino           | 7 ottobre 1930    | 30  | +24 –0 =6  |                |
| Lubiana           | 11 dicembre 1930  | 35  | +26 –2 =7  | [64]           |
| Maribor           | 13 dicembre 1930  | 29  | +23 –4 =2  |                |
| Karlovac          | 14 dicembre 1930  | 35  | +32 –1 =2  |                |
| Zagabria          | 15 dicembre 1930  | 35  | +20 –7 =8  |                |
| Spalato           | 18 dicembre 1930  | 35  | +28 –0 =7  |                |
| Zagabria          | 20 dicembre 1930  | 10  | +4 –2 =4   | Con l'orologio |
| Virovitica        | 21 dicembre 1930  | 35  | +33 –1 =1  |                |
| Osijek            | 23 dicembre 1930  | 36  | +33 –0 =3  |                |
| Sombor            | 26 dicembre 1930  | 34  | +30 –0 =4  |                |
| Subotica          | 28 dicembre 1930  | 37  | +34 –1 =2  |                |
| Novi Sad          | 29 dicembre 1930  | 35  | +26 –3 =6  |                |

## 1931-1940
| Città             | Data              | Nr. | Risultato  | Note               |
| ----------------- | ----------------- | --- | ---------- | ------------------ |
| Veliki Bečkerek   | 1º gennaio 1931   | 25  | +24 –0 =1  |                    |
| Belgrado          | 4 gennaio 1931    | 36  | +23 –1 =12 |                    |
| Banja Luka        | 10 gennaio 1931   | 34  | +26 –3 =5  |                    |
| Sarajevo          | gennaio 1931      | 30  | +24 –3 =3  |                    |
| Sarajevo          | gennaio 1931      | 40  | +30 –4 =6  |                    |
| Belgrado          | 18 gennaio 1931   | 35  | +25 –4 =6  |                    |
| Parigi            | 28 febbraio 1932  | 60  | +37 –6 =17 | [65]               |
| Los Angeles       | 15 settembre 1932 | 8   | +5 –0 =3   | Alla cieca         |
| Nogales           | 27 settembre 1932 | 12  | +12 –0 =0  | Alla cieca         |
| Guadalajara       | 29 settembre 1932 | 15  | +10 –2 =3  | Alla cieca         |
| Città del Messico | 30 settembre 1932 | 31  | +24 –5 =2  |                    |
| Città del Messico | 5 ottobre 1932    | 50  | +38 –3 =9  |                    |
| Città del Messico | 10 ottobre 1932   | 10  | +8 –1 =1   | Alla cieca         |
| Puebla            | 16 ottobre 1932   | 12  | +8 –2 =2   |                    |
| Città del Messico | 19 ottobre 1932   | 32  | +26 –3 =3  |                    |
| Monterrey         | 23 ottobre 1932   | 22  | +21 –0 =1  |                    |
| Città del Messico | 25 ottobre 1932   | 5   | +4 –1 =0   | Alla cieca         |
| San Luis Potosí   | 27 ottobre 1932   | 12  | +8 –2 =2   | Alla cieca         |
| Baltimora         | 3 novembre 1932   | 39  | +38 –0 =1  | [66]               |
| Bridgeport        | 5 novembre 1932   | 43  | +39 –2 =2  | [67]               |
| New York          | 6 novembre 1932   | 43  | +39 –2 =2  | [68]               |
| New York          | 8 novembre 1932   | 50  | +28 –7 =5  | [69]               |
| Syracuse          | 11 novembre 1932  | 42  | +39 –2 =1  | [68]               |
| Toronto           | 14 novembre 1932  | 42  | +35 –4 =3  |                    |
| Buffalo           | 16 novembre 1932  | 37  | +36 –1 =1  |                    |
| Cincinnati        | 19 novembre 1932  | 25  | +24 –0 =1  |                    |
| Chicago           | 22 novembre 1932  | 32  | +27 –1 =4  |                    |
| Winnipeg          | 26 novembre 1932  | 46  | +38 –7 =1  |                    |
| Los Angeles       | 15 dicembre 1932  | 20  | +17 –0 =3  | [70]               |
| Hollywood         | 23 dicembre 1932  | 20  | +20 –0 =0  |                    |
| Honolulu          | 3 gennaio 1933    | 20  | +20 –0 =0  | [71]               |
| Honolulu          | 4 gennaio 1933    | 15  | +11 –0 =4  | Alla cieca         |
| Tokyo             | 20 gennaio 1933   | 14  | +14 –0 =0  | [72]               |
| Shanghai          | gennaio 1933      | 8   | +8 –0 =0   |                    |
| Hong Kong         | 3 febbraio 1933   | 37  | +36 –0 =1  |                    |
| Manila            | 17 febbraio 1933  | 28  | +28 –0 =0  |                    |
| Manila            | 18 febbraio 1933  | 10  | +8 –0 =2   | Alla cieca         |
| Singapore         | 26 febbraio 1933  | 25  | +25 –0 =0  |                    |
| Singapore         | 27 febbraio 1933  | 10  | +8 –0 =2   | Alla cieca         |
| Giacarta          | 1 marzo 1933      | 50  | +46 –2 =2  |                    |
| Bandung           | 2 marzo 1933      | 51  | +47 –1 =3  |                    |
| Yogyakarta        | 3 marzo 1933      | 51  | +45 –3 =3  |                    |
| Surabaya          | 4 marzo 1933      | 43  | +39 –1 =3  |                    |
| Malang            | 5 marzo 1933      | 46  | +47 –1 =3  |                    |
| Surabaya          | 6 marzo 1933      | 12  | +11 –0 =1  |                    |
| Tjepsoe           | 7 marzo 1933      | 31  | +31 –0 =0  |                    |
| Semarang          | 8 marzo 1933      | 50  | +50 –0 =0  |                    |
| Batavia           | 9 marzo 1933      | 12  | +11 –0 =1  |                    |
| Sukabumi          | 10 marzo 1933     | 11  | +9 –1 =1   | Alla cieca         |
| Bandung           | 12 marzo 1933     | 10  | +9 –1 =0   | Alla cieca         |
| Surabaya          | 20 marzo 1933     | 50  | +43 –0 =7  |                    |
| Palembang         | 24 marzo 1933     | 50  | +50 –0 =0  |                    |
| Genova            | 8 maggio 1933     | 56  | +49 –3 =4  | [73]               |
| Basilea           | 8 giugno 1933     | 8   | +5 –2 =1   | Alla cieca         |
| Chicago           | 16 luglio 1933    | 32  | +19 –4 =9  | Alla cieca[74]     |
| Winnipeg          | luglio 1933       | 46  | +43 –0 =3  |                    |
| San Juan          | 16 agosto 1933    | 40  | +40 –0 =0  |                    |
| Washington        | 29 agosto 1933    | 28  | +27 –1 =0  | [75]               |
| Haarlem           | 5 novembre 1933   | 12  | +8 –0 =4   | Con l'orologio[76] |
| Anversa           | 19 febbraio 1934  | 6   | +3 –1 =2   | Tandem[77]         |
| Białystok         | 6 gennaio 1935    | 36  | +21 –6 =9  |                    |
| Barcellona        | 26 gennaio 1935   | 43  | +33 –6 =4  | [78]               |
| Barcellona        | 27 gennaio 1935   | 13  | +10 –0 =3  | Con l'orologio     |
| Palma di Maiorca  | 30 gennaio 1935   | 42  | +41 –0 =1  |                    |
| Palma di Maiorca  | 2 febbraio 1935   | 10  | +6 –1 =3   | Alla cieca         |
| Palma di Maiorca  | 7 febbraio 1935   | 6   | +5 –0 =1   | Consultazione[79]  |
| Valencia          | 14 febbraio 1935  | 28  | +26 –2 =0  |                    |
| Alcoy             | 16 febbraio 1935  | 40  | +38 –1 =1  |                    |
| Alicante          | 18 febbraio 1935  | 40  | +35 –1 =4  |                    |
| Cartagena         | 19 febbraio 1935  | 34  | +31 –2 =1  |                    |
| Murcia            | 20 febbraio 1935  | 40  | +36 –1 =3  |                    |
| Madrid            | 23 febbraio 1935  | 33  | +26 –3 =4  |                    |
| Madrid            | 26 febbraio 1935  | 12  | +8 –1 =3   | Con l'orologio     |
| Madrid            | 28 febbraio 1935  | 6   | +4 –0 =2   | Consultazione      |
| Madrid            | 3 marzo 1935      | 12  | +7 –3 =2   | Con l'orologio     |
| Madrid            | 5 marzo 1935      | 25  | +23 –1 =1  |                    |
| Siviglia          | 7 marzo 1935      | 40  | +34 –4 =2  |                    |
| Siviglia          | 8 marzo 1935      | 13  | +11 –0 =2  | Con l'orologio     |
| Madrid            | 11 marzo 1935     | 6   | +3 –0 =3   | Consultazione      |
| La Coruña         | 13 marzo 1935     | 10  | +7 –0 =3   | Alla cieca         |
| La Coruña         | 14 marzo 1935     | 36  | +31 –1 =4  |                    |
| Santander         | 16 marzo 1935     | 40  | +36 –1 =3  |                    |
| Santander         | 17 marzo 1935     | 12  | +9 –0 =3   | Con l'orologio     |
| Bilbao            | 18 marzo 1935     | 10  | +8 –1 =1   |                    |
| Bilbao            | 19 marzo 1935     | 35  | +33 –1 =1  |                    |
| Logroño           | 20 marzo 1935     | 32  | +29 –1 =2  |                    |
| Saragozza         | 22 marzo 1935     | 32  | +30 –1 =1  |                    |
| Saragozza         | 23 marzo 1935     | 32  | +29 –1 =2  |                    |
| San Sebastián     | 25 marzo 1935     | 35  | +35 –0 =0  |                    |
| Göteborg          | 5 aprile 1935     | 43  | +28 –7 =8  |                    |
| Stoccolma         | 22 aprile 1935    | 6   | +1 –2 =3   | Consultazione      |
| Malmö             | 9 maggio 1935     | 10  | +3 –4 =3   | Con l'orologio     |
| Riga              | 12 settembre 1935 | 40  | +9 –15 =6  | [80]               |
| Lione             | 15 novembre 1935  | 30  | +27 –1 =2  | [81]               |
| Casablanca        | 20 novembre 1935  | 46  | +43 –0 =3  |                    |
| Casablanca        | 22 novembre 1935  | 12  | +10 –1 =1  | Alla cieca         |
| Casablanca        | 23 novembre 1935  | 50  | +46 –3 =1  |                    |
| Meknès            | 26 novembre 1935  | 37  | +37 –0 =0  |                    |
| Sidi Bel Abbès    | 3 dicembre 1935   | 26  | +25 –1 =0  |                    |
| Algeri            | 21 dicembre 1935  | 36  | +32 –2 =2  |                    |
| Algeri            | 22 dicembre 1935  | 12  | +10 –1 =1  | Alla cieca         |
| Algeri            | 26 dicembre 1935  | 37  | +33 –1 =3  |                    |
| Tunisi            | 29 dicembre 1935  | 41  | +33 –4 =4  | [82]               |
| Tunisi            | 1º gennaio 1936   | 12  | +6 –3 =3   | Alla cieca         |
| Tunisi            | 5 gennaio 1936    | 42  | +37 –2 =3  |                    |
| La Valletta       | 8 gennaio 1936    | 20  | +20 –0 =0  |                    |
| Gozo              | 9 gennaio 1936    | 10  | +8 –1 =1   | Alla cieca         |
| Vienna            | 16 marzo 1936     | 6   | +1 –0 =5   | Con l'orologio     |
| Sofia             | 13 aprile 1936    | 40  | +30 –5 =5  |                    |
| Trieste           | 3 gennaio 1938    | 2   | +1 –0 =1   | [83]               |
| Londra            | 22 gennaio 1938   | 30  | +27 –2 =1  | [84]               |
| Praga             | 20 maggio 1938    | 33  | +22 –7 =4  |                    |
| Brno              | 27 maggio 1938    | 35  | +26 –2 =7  |                    |
| Dublino           | 14 settembre 1938 | 35  | +31 –1 =3  |                    |
| Dublino           | 15 settembre 1938 | 35  | +28 –0 =7  |                    |
| Glasgow           | 20 settembre 1938 | 30  | +27 –1 =2  |                    |
| Londra            | 4 ottobre 1938    | 8   | +7 –0 =1   | [85]               |
| Caracas           | 20 gennaio 1939   | 10  | +10 –0 =0  | Con l'orologio[86] |
| Caracas           | gennaio 1939      | 7   | +6 –0 =1   | Alla cieca         |
| Port of Spain     | 31 gennaio 1939   | 40  | +36 –1 =3  |                    |
| Port of Spain     | 4 febbraio 1939   | 31  | +30 –0 =1  |                    |
| Bogotà            | aprile 1939       | 38  | +33 –2 =3  |                    |
| Bogotà            | aprile 1939       | 8   | +7 –1 =0   | Alla cieca         |
| Rio de Janeiro    | 26 maggio 1939    | 12  | +4 –3 =0   | Con l'orologio     |
| Rio de Janeiro    | 31 maggio 1939    | 30  | +25 –1 =4  |                    |
| Rio de Janeiro    | 1 giugno 1939     | 7   | +6 –0 =1   | Con l'orologio     |
| Rio de Janeiro    | 5 giugno 1939     | 16  | +13 –1 =2  |                    |
| Montevideo        | 30 settembre 1939 | 22  | +21 –0 =1  | [87]               |
| Estoril           | 24 gennaio 1940   | 8   | +8 –0 =0   | Alla cieca         |
| Estoril           | 27 gennaio 1940   | 40  | +37 –1 =2  | [88]               |
| Lisbona           | 1 febbraio 1940   | 40  | +28 –3 =9  | [89]               |
| Lisbona           | 10 febbraio 1940  | 8   | +8 –0 =0   | Con l'orologio     |

## 1941–1946
| Città                | Data              | Nr. | Risultato | Note               |
| -------------------- | ----------------- | --- | --------- | ------------------ |
| Lisbona              | 6 aprile 1941     | 60  | +49 –3 =8 | [90]               |
| Espinho              | 25 agosto 1941    | 8   | +6 –1 =1  | Alla cieca         |
| Espinho              | 29 agosto 1941    | 44  | +43 –0 =1 |                    |
| Berlino              | 18 novembre 1941  | 30  | +21 –5 =4 | [91]               |
| Berlino              | 27 novembre 1941  | 25  | +18 –1 =6 |                    |
| Madrid               | 2 dicembre 1941   | 9   | +9 –0 =0  | Con l'orologio     |
| Madrid               | 4 dicembre 1941   | 30  | +27 –1 =2 |                    |
| Malaga               | 14 dicembre 1941  | 30  | +27 –1 =2 |                    |
| Siviglia             | 16 dicembre 1941  | 26  | +23 –1 =2 |                    |
| Cordova              | dicembre 1941     | 26  | +25 –0 =2 |                    |
| Vitoria              | dicembre 1941     | 27  | +23 –1 =2 |                    |
| San Sebastián        | dicembre 1941     | 30  | +27 –1 =2 |                    |
| Parigi               | 21 dicembre 1941  | 50  | +40 –4 =6 | [92]               |
| Francoforte sul Meno | 11 aprile 1942    | 39  | +35 –3 =1 |                    |
| Francoforte sul Meno | 12 aprile 1942    | 6   | +3 –2 =1  | Con l'orologio     |
| Berlino              | 8 settembre 1942  | 30  | +22 –6 =2 |                    |
| Francoforte sul Meno | 11 settembre 1942 | 6   | +4 –1 =1  | Alla cieca         |
| Praga                | 19 dicembre 1942  | 33  | +24 –4 =5 |                    |
| Hodonín              | 16 febbraio 1943  | 35  | +22 –6 =7 |                    |
| Brno                 | 4 maggio 1943     | 36  | +28 –6 =2 |                    |
| Batelov              | 6 maggio 1943     | 35  | +28 –0 =7 |                    |
| Brema                | maggio 1943       | 20  | +18 –0 =2 |                    |
| Madrid               | 19 ottobre 1943   | 30  | +23 –5 =2 |                    |
| Madrid               | 23 ottobre 1943   | 8   | +5 –0 =3  | Con l'orologio[93] |
| Siviglia             | ottobre 1943      | 30  | +23 –2 =5 |                    |
| Gijón                | 6 novembre 1943   | 10  | +6 –2 =2  | Con l'orologio     |
| Gijón                | 7 novembre 1943   | 29  | +21 –5 =3 |                    |
| Oviedo               | 9 novembre 1943   | 30  | +24 –3 =3 |                    |
| Oviedo               | 11 novembre 1943  | 30  | +24 –3 =3 |                    |
| Reus                 | 29 febbraio 1944  | 30  | +25 –1 =4 |                    |
| Salamanca            | 3 aprile 1944     | 30  | +17 –5 =8 |                    |
| Gijón                | 2 agosto 1944     | 10  | +10 –0 =0 | Con l'orologio.    |
| Valladolid           | 7 novembre 1944   | 30  | +29 –0 =1 |                    |
| San Sebastián        | 12 novembre 1944  | 26  | +23 –2 =1 | [46]               |
| Saragozza            | 25 novembre 1944  | 30  | +17 –4 =9 |                    |
| Cáceres              | 16 dicembre 1944  | 30  | +28 –1 =1 |                    |
| Almería              | 29 agosto 1945    | 4   | +3 –0 =1  | Alla cieca         |
| Santa Cruz           | 6 dicembre 1945   | 30  | +27 –1 =2 |                    |
| Cáceres              | 17 dicembre 1945  | 8   | +5 –0 =3  | Con l'orologio     |
L'ultima simultanea di Alechin venne giocata il 9 marzo 1946 a Lisbona, ma non si conosce il risultato. Uno degli avversari era il problemista inglese Gerald Frank Anderson, all'epoca addetto all'ambasciata britannica a Lisbona. Alechin giocò con il nero e vinse la partita.